# Vicequestore aggiunto
Il vicequestore aggiunto è una qualifica utilizzata nella Polizia di Stato, equiparata al grado di Maggiore delle Forze Armate (compresa l’Arma dei Carabinieri) e del Corpo della Guardia di finanza, nonché al dirigente Aggiunto della Polizia penitenziaria.

## Vicequestore aggiunto della Polizia di Stato

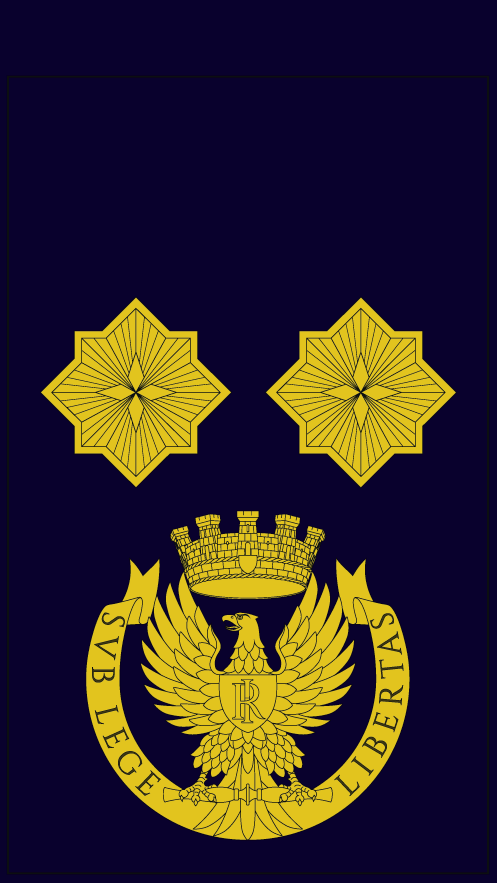
Distintivo di qualifica per controspallina di vicequestore aggiunto della Polizia di Stato.

Detto direttore tecnico capo per la carriera dei funzionari tecnici o medico capo per la carriera dei funzionari medici, è la prima e più bassa qualifica  dirigenziale della carriera dei funzionari della Polizia di Stato. Le qualifiche di tale carriera sono: vice commissario, commissario, commissario capo (qualifiche non dirigenziali, ma ex direttive) e vicequestore aggiunto, vice questore, primo dirigente, dirigente superiore, dirigente generale (qualifiche dirigenziali). Prima dell’introduzione della qualifica di vice questore, avvenuta con il decreto legislativo 29 maggio 2017 n.95, il vice questore aggiunto era equiparato,secondo il d.lgs. 334 del 2000,contemporaneamente, sia al grado di maggiore che di tenente colonnello dei Carabinieri e della Guardia di finanza. Con il d.lgs. n. 95 del 2017, la qualifica dirigenziale di vice questore aggiunto della Polizia di Stato è ora equiparata al grado di maggiore dell'Arma dei carabinieri e del corpo della Guardia di finanza. Il vice questore aggiunto, infatti, è superiore al commissario capo e inferiore al vice questore, corrispondenti rispettivamente ai gradi di capitano e di tenente colonnello dei carabinieri e della guardia di finanza. Alla qualifica di vice questore  aggiunto sono ammessi, mediante scrutinio per merito comparativo e superamento del corso di formazione dirigenziale, i commissari capo con almeno sei anni di servizio in tale qualifica. Da tale qualifica si viene promossi, a ruolo aperto, decorsi cinque anni, alla qualifica superiore di vice questore.Precedentemente, secondo la legge 121 del 1981 e sino al 2000,il vice questore aggiunto era equiparato al grado di tenente colonnello dei carabinieri e della guardia di finanza.

## Dirigente aggiunto della Polizia Penitenziaria

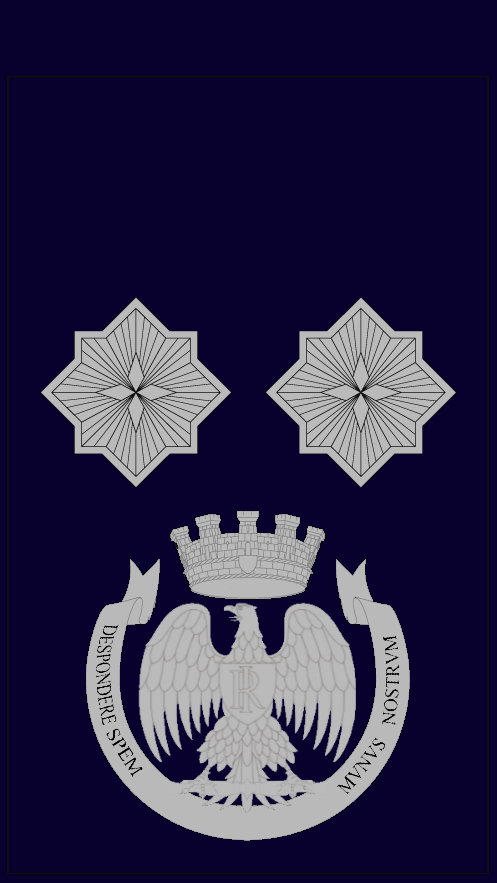

### Ruolo direttivo ordinario
La promozione alla qualifica di commissario coordinatore penitenziario del ruolo direttivo ordinario del Corpo di polizia penitenziaria si consegue mediante scrutinio per merito comparativo al quale è ammesso il personale con la qualifica di commissario capo penitenziario che abbia compiuto quattro anni di effettivo servizio nella qualifica.

### Ruolo direttivo speciale
La promozione alla qualifica di commissario coordinatore penitenziario del ruolo direttivo speciale del Corpo di polizia penitenziaria, si consegue mediante scrutinio per merito comparativo al quale è ammesso il personale con la qualifica di commissario capo penitenziario che abbia compiuto sette anni di effettivo servizio nella qualifica.

## Vicequestore aggiunto forestale

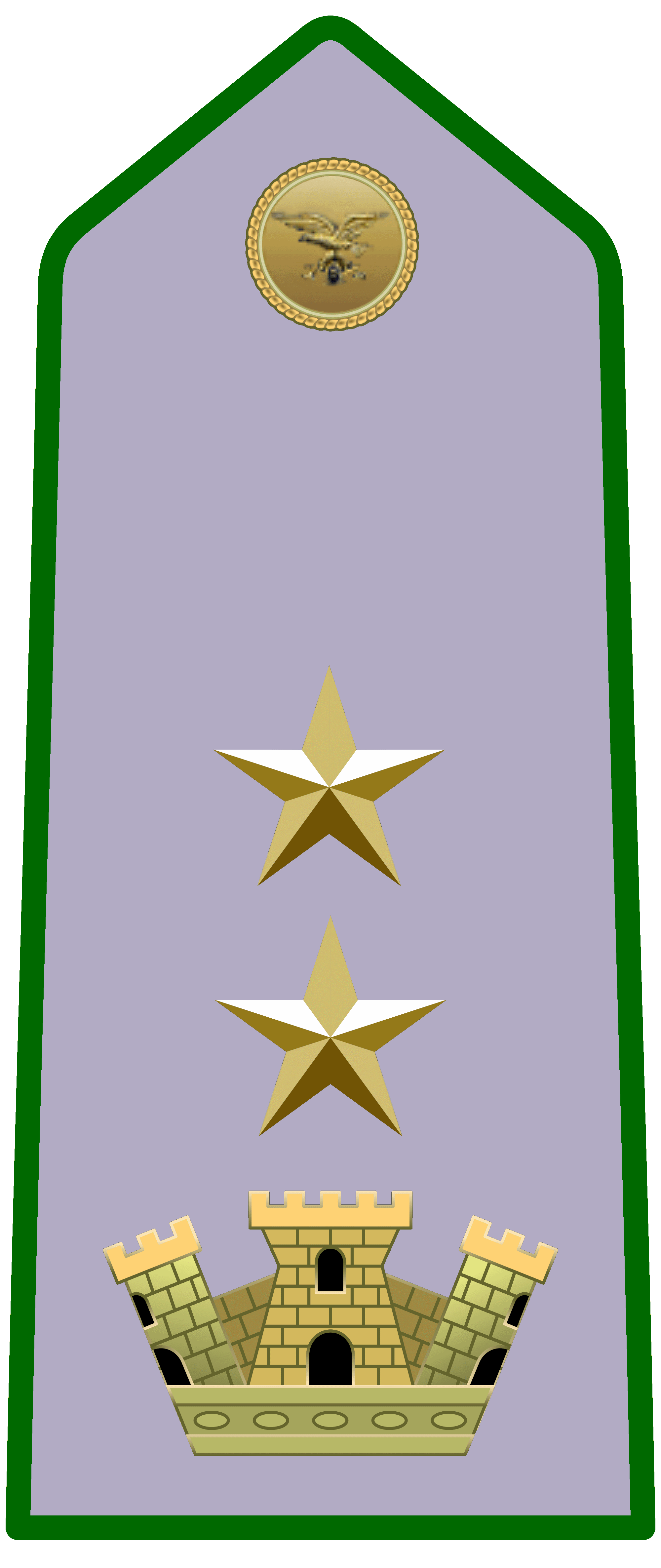

### Ruolo direttivo dei funzionari
A seguito dell’abolizione del Corpo forestale dello Stato, operata dal d.lgs. 177/2016 tale qualifica non esiste più. La promozione a vicequestore aggiunto forestale si conseguiva, a ruolo aperto, mediante scrutinio per merito comparativo al quale era ammesso il personale con la qualifica di commissario capo forestale che avesse compiuto cinque anni e sei mesi di effettivo servizio nella qualifica.

### Ruolo direttivo speciale
La promozione a vicequestore aggiunto forestale del ruolo direttivo speciale si conseguiva, a ruolo aperto, mediante scrutinio per merito comparativo, al quale era ammesso il personale con la qualifica di commissario capo forestale del ruolo direttivo speciale che avesse compiuto cinque anni e sei mesi di effettivo servizio nella qualifica.

## Direttore-vicedirigente dei vigili del fuoco

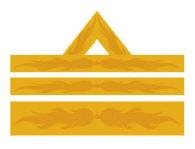
Distintivo di qualifica di direttore-vicedirigente del Corpo nazionale dei vigili del fuoco.

### Ruolo dei direttivi
La promozione a direttore-vicedirigente si consegue a ruolo aperto, mediante scrutinio per merito comparativo al quale è ammesso
il personale con la qualifica di direttore che abbia compiuto cinque anni e sei mesi di effettivo servizio nella qualifica e non sia
incorso in alcuna delle cause di esclusione previste dalla normativa vigente.

### Ruolo dei direttivi medici
La promozione a direttore medico-vicedirigente si consegue, a ruolo aperto, mediante scrutinio per merito comparativo al quale sono ammessi i direttori medici che abbiano compiuto cinque anni e sei mesi di effettivo servizio nella qualifica e non siano incorsi in alcuna delle cause di esclusione previste dalla normativa vigente.

### Ruolo dei direttivi ginnico-sportivi
La promozione a direttore ginnico-sportivo-vicedirigente si consegue, a ruolo aperto, mediante scrutinio per merito comparativo
al quale sono ammessi i direttori ginnico-sportivi che abbiano compiuto cinque anni e sei mesi di effettivo servizio nella qualifica e non siano incorsi in alcuna delle cause di esclusione prevista dalla normativa vigente.

### Ruolo dei collaboratori e dei sostituti direttori amministrativo-contabili
La promozione alla qualifica di collaboratore amministrativo-contabile esperto è conferita a ruolo aperto, secondo l'ordine di ruolo, ai collaboratori amministrativo-contabili che, alla data dello scrutinio, abbiano compiuto cinque anni di effettivo servizio nella qualifica e che, nel biennio precedente lo scrutinio medesimo, non abbiano riportato una sanzione disciplinare più grave della sanzione pecuniaria.

## Comparazione con i gradi delle Forze armate italiane

Distintivo per controspallina di maggiore dell'Esercito italiano
Distintivo per paramano di capitano di corvetta della Marina Militare Italiana
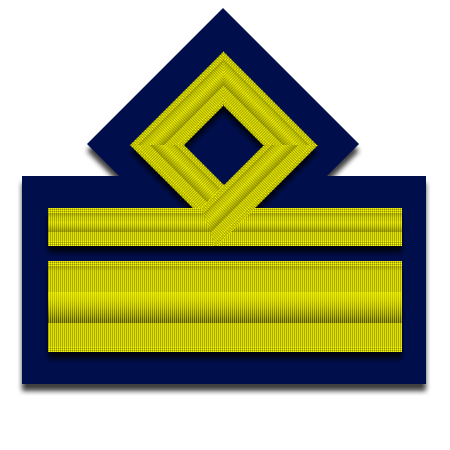
Distintivo per paramano di maggiore dell'Aeronautica Militare
Distintivo per controspallina di maggiore dell'Arma dei Carabinieri

## Comparazione con le qualifiche dei corpi ad ordinamento militare

Distintivo di grado per controspallina di maggiore della Guardia di finanza